# Antonio Romero (álbum)
Antonio Romero es el segundo disco del cantante sevillano Antonio Romero.

## El disco
"Antonio Romero" fue publicado el 7 de mayo de 2006 en España, y el 3 de julio de 2006 en Argentina, México y Chile.
El disco fue producido por Bob Benozzo y grabado íntegramente en Milán, Italia. El primer sencillo del disco fue el tema "Tus ojitos", el cual fue el sencillo que más éxito tuvo del disco, llegando hasta el puesto #24 en España, y tuvo un éxito muy moderado en los países Latinoamericanos en los que fue publicado [cita requerida].
El disco cuenta con la colaboración de Soraya Arnelas en el tema "No debería", el cual sólo llegó al #37 en España, y, el tercer y último sencillo fue "Te echo tanto de menos", una balada que no tuvo aceptación entre el público[cita requerida].
El disco vendió algo más de 24 000 copias en España, y en Latinoamérica vendió algo más de 41 000 copias en total[cita requerida].

## Lista de canciones
1. Tus ojitos
2. Te echo tanto de menos
3. Mía
4. No debería con Soraya Arnelas
5. ¿Dónde está tu cara?
6. Sólo por un beso
7. Dime tú
8. Esa niña
9. Esta vez cambio por ella
10. Quien te obligaba

## Sencillos
- "Tus Ojitos" 2006
- "No Debería" 2006
- "Te Echo Tanto De Menos" 2006

- Datos: Q5699729